# 宇宙法
宇宙法（うちゅうほう、英: Space Law）は、宇宙空間とその利用に関する国内法および国際法（国際宇宙法）の総称。国際宇宙法は、主に1959年、国際連合総会決議1472号に基づいて設置された国際連合宇宙空間平和利用委員会（United Nations Committee on the Peaceful Uses of Outer Space、COPUOS）の法律小委員会が所掌して作られたもので、1967年の宇宙条約を基本にして「宇宙5条約」または「国連宇宙5条約 」とも呼ばれる5個の条約からなっている。

## 概要
国際宇宙法は、国家の主権が大きく制限されているところに特徴がある。諸条約や国連総会決議を中心に構成され、制定にあたって慣習法の要素は少なかった。その理由としては宇宙開発技術の発達が急激であったために法整備が急遽行われたこと、また当初は宇宙活動をすすめる国がごく少数であったために条約の制定が比較的容易であったことがあげられる。なお、宇宙空間と国家主権の及ぶ領域である領空との境界は、国際法的には明確化されていない。

## 歴史
1957年10月、ソビエト連邦は人類初の人工衛星スプートニク1号を打ち上げ、翌58年1月にはアメリカ合衆国も人工衛星エクスプローラー1号を打ち上げるなど、1950年代より人類の宇宙活動は急速に展開することになった。
宇宙空間においては当初から各種の人工衛星など実用目的の活動、さらには軍事的利用が予想されたので、宇宙空間における法秩序の形成が急務となった。1959年に国連宇宙空間平和利用委員会が設置され、米ソ宇宙開発競争のなかで条約作成作業が急ピッチで進められた。いくつかの原則宣言の採択を経て、1966年に宇宙活動の基本原則を規定した宇宙条約（月その他の天体を含む宇宙空間の探査及び利用における国家活動を律する原則に関する条約）が国連で採択された。探査・利用の自由、領有の禁止、平和利用といった原則はこの時に確立された。
1970年代に入ると米ソ以外にも多数の国が宇宙開発に参入し、通信衛星など商業利用が推し進められていった。1973年には国際電気通信衛星機構（インテルサット）が設立されるなど、各国間で通信衛星の運用管理が行われた。一方で静止軌道や通信衛星の利用をめぐって新たな対立が見られるようにもなった。特に直接放送衛星による番組送信、リモートセンシングにおける規制の是非については国連で原則が採択されたものの、いまだに条約化には至っていない。
今日では商業化はさらに加速され、民間の参入も多く見られるようになり、そのための国内法の整備も欠かせないものとなってきている。宇宙活動に関する国内法の中には、宇宙条約６条で締約国が求められる非政府主体の活動に対する許可と継続的監督を行うためのものに加え、宇宙活動の持続可能性を確保するための自主的な規制（スペースデブリ対策など）、宇宙条約の解釈を明確化することによって国際的な規範形成の先鞭をつけようとするもの、日本の宇宙基本法（2008年施行）のように各国の宇宙政策の基礎的枠組みを設定するもののように、様々なものがあり、宇宙法の重要な構成要素になっている。
このほか、国家間の規定だけでなく、宇宙空間における共通私法を模索する動きもある。

## 主要な条約・原則

### 条約
- 月その他の天体を含む宇宙空間の探査及び利用における国家活動を律する原則に関する条約（宇宙条約）
1966年12月19日採択、1967年10月10日発効。
宇宙活動における一般原則を規定。
- 宇宙飛行士の救助及び送還並びに宇宙空間に打ち上げられた物体の返還に関する協定（宇宙救助返還協定）
1967年12月12日採択、1968年12月3日発効。
事故、遭難又は緊急着陸の場合に宇宙飛行士の救助・送還、および物体の返還を定めている。宇宙条約5条・8条の規定を具体化したもの。
- 宇宙物体により引き起こされる損害についての国際的責任に関する条約（宇宙損害責任条約）
1971年11月29日採択、1972年9月1日発効。
宇宙物体によって何らかの損害が引き起こされた場合、物体の打ち上げ国は無限の無過失責任を負う。宇宙条約6条・7条の規定を具体化したもの。
- 宇宙空間に打ち上げられた物体の登録に関する条約（宇宙物体登録条約）
1974年11月12日採択、1976年9月15日発効。
宇宙物体の識別を目的としたもの。打ち上げ国は登録簿への記載、国際連合事務総長への情報提供が義務づけられる。
- 月その他の天体における国家活動を律する協定（月協定）
1979年12月14日採択、1984年7月11日発効。
天体の利用、開発には人類の共同遺産の原則が適用されるとし、国家や私人の領有を明確に否定。また天体での活動における諸原則を再確認している。
批准・署名国はごく少数にとどまっている。

### 原則（国際連合総会決議）

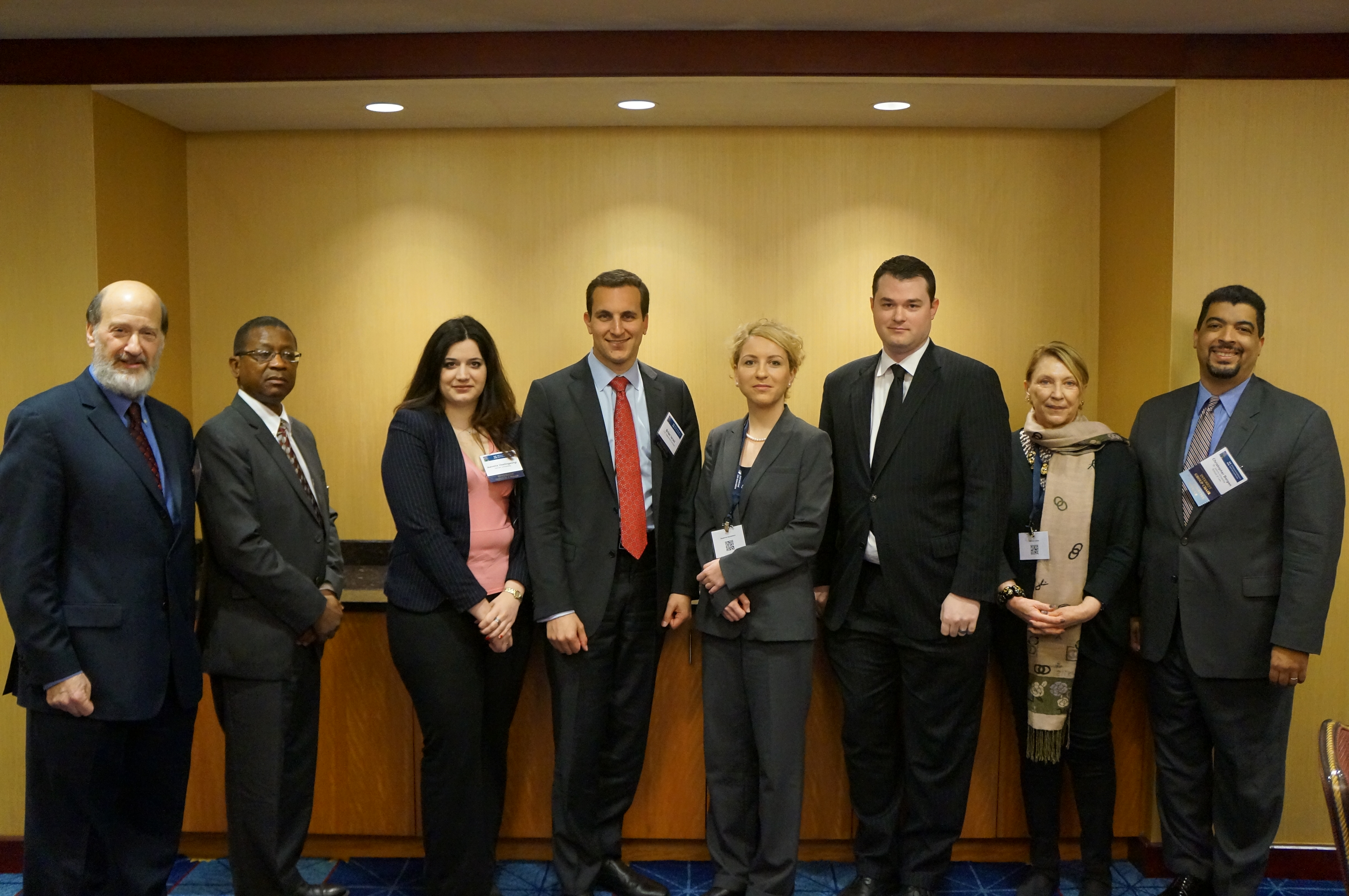
American Society of International Law Space Interest Group 2014 Board meeting

- 宇宙空間の探査と利用における国家活動を律する法原則に関する宣言 - 1963年採択
- 国際的な直接テレビジョン放送のための人工地球衛星の国家による使用を律する原則（DBS原則） - 1982年採択
- リモートセンシング法原則宣言 - 1986年採択
- 宇宙空間における原子力電源の使用に関する原則 - 1992年採択

など。